# Mesquita del minaret de Yivli
La mesquita del minaret de Yivli (turc: Yivliminare Camii; lit. Mesquita del "minaret d'estries", també coneguda com la mesquita d'Alaaddin (turc: Alaaddin Camii) o simplement Gran Mesquita (turc: Ulu Camii), a Antalya hi ha una mesquita històrica construïda pel sultà seljúcida d'Anatòlia Kayqubad I. Forma part d'un külliye (complex d'estructures) que inclou la madrassa Gıyaseddin Keyhüsrev, l'alberg seljúcida i dervix, i les voltes de Zincirkıran i Nigar Hatun. La mesquita es troba a Kaleiçi (el nucli antic) al llarg de Cumhuriyet Caddesi, al costat de Kalekapısı Meydanı. El minaret estriat de la mesquita anomenat Yivli Minare, que està decorat amb rajoles blau fosc, és una fita i símbol de la ciutat. L'any 2016 va ser inscrit a la llista provisional de llocs del Patrimoni de la Humanitat a Turquia.

## Història

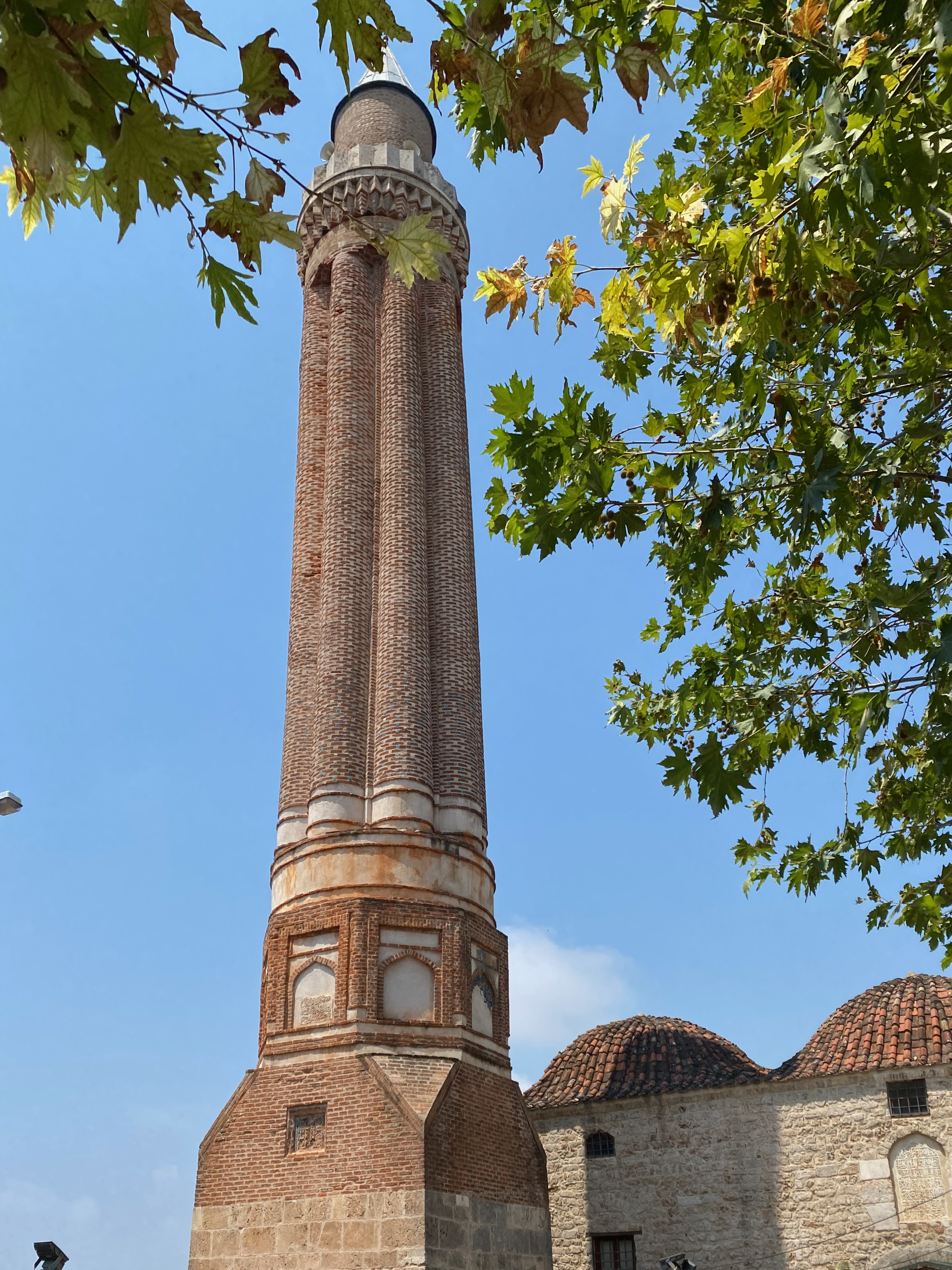
Minaret de la mMesquita del minaret de Yivli

La mesquita es va construir per primera vegada el 1230 i es va reconstruir completament per segona vegada el 1373. El minaret fa 38 m d'alt, construït sobre una base de pedra quadrada, amb vuit seccions estriades i té 90 graons fins al cim.
El primer edifici (1230) es va construir al voltant de 1225-7, durant el regnat del soldà seljúcida Ala ad-Din Kay Qubadh I (1220-1237). La mesquita original va ser destruïda al segle XIV i una nova mesquita va ser construïda el 1373 pels hamidides sobre la base d'una església romana d'Orient. Amb les seves sis cúpules, és un dels exemples més antics de construcció de múltiples cúpules a Anatòlia.
Avui l'edifici acull el Museu Etnogràfic d'Antalya i conté roba, estris de cuina, brodats, tapissos i telers, mitjons, sacs, kilims, ornaments i tendes nòmades. Es va obrir al públic l'any 1974.